# Sassetot-le-Malgardé
 Sassetot-le-Malgardé  es una población y comuna francesa, en la región de Alta Normandía, departamento de Sena Marítimo, en el distrito de Dieppe y cantón de Bacqueville-en-Caux.

## Demografía
| 181 | 152 | 105 | 98 | 100 | 84 |
| Para los censos de 1962 a 1999 la población legal corresponde a la población sin duplicidades (Fuente: INSEE [Consultar]) |     |     |    |     |    |